# David Fumanelli

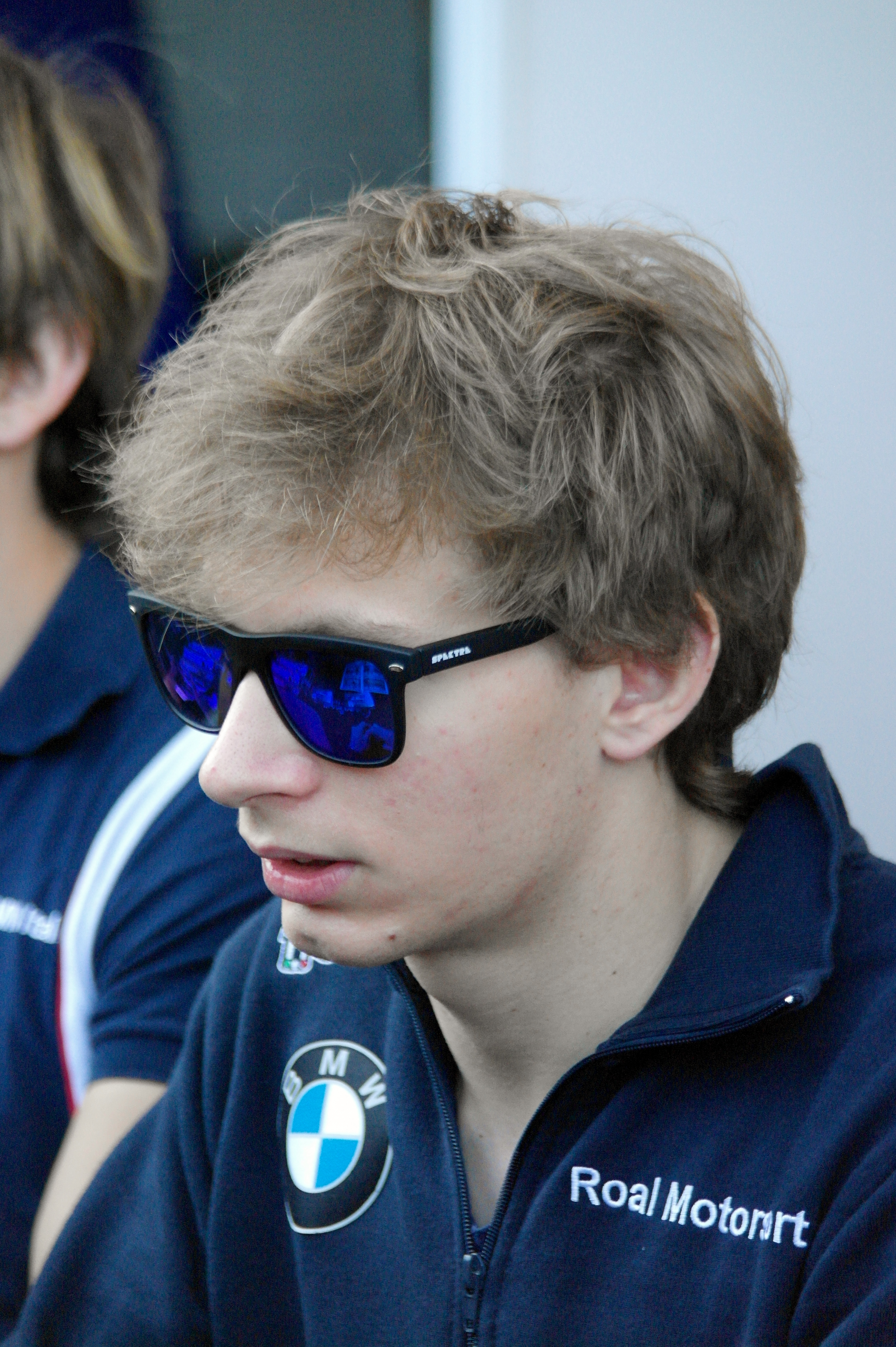
David Fumanelli (2014)

David Fumanelli (Milaan, 21 april 1992) is een Italiaans autocoureur.

## Carrière

### Formule Renault 2.0
Fumanelli maakte zijn eenzittersdebuut in 2008 in de Italiaanse Formule Renault 2.0 voor het team RP Motorsport. Hij eindigde het seizoen op de 25e plaats met driemaal punten uit twaalf races.

### Formule 3
In september 2008 maakte Fumanelli zijn Formule 3-debuut op Magny-Cours in het Spaanse Formule 3-kampioenschap. In het volgende raceweekend in Valencia was hij betrokken bij een ongeluk waardoor hij korte tijd in het ziekenhuis moest blijven. Hij eindigde uiteindelijk op de 31e plaats in het kampioenschap met een 12e plaats als beste resultaat.
Fumanelli bleef in 2009 in het kampioenschap rijden, zijn eerste van drie volledige jaren met RP Motorsport. Hij eindigde het eerste seizoen op de achtste plaats, mede dankzij overwinningen in Jerez and Barcelona. In 2010 won hij drie races en eindigde als derde in het kampioenschap met hetzelfde aantal punten als Callum MacLeod. Beide coureurs hadden evenveel overwinningen, maar MacLeod had vier tweede plaatsen en Fumanelli één, waardoor MacLeod als tweede eindigde.
In 2011 eindigde Fumanelli als tweede in het kampioenschap, achter Alex Fontana. Na een langzame seizoensstart met slechts één podiumpositie in acht races, behaalde hij vier overwinningen in de laatste acht races en eindigde acht punten achter Fontana, wat later vijf punten werd vanwege verlaagde scores.
Tussen 2009 en 2011 nam Fumanelli ook deel aan acht races van het Italiaanse Formule 3-kampioenschap, met als beste resultaat een negende plaats in 2010 op Monza.

### GP3 Series
Na een succesvolle test in Jerez in december 2011, rijdt Fumanelli in 2012 in de GP3 Series voor het team MW Arden team. Hij krijgt hier de latere kampioen Mitch Evans en Matias Laine als teamgenoten. Hij eindigde als elfde in het kampioenschap met 47 punten en behaalde één podiumplaats op het Valencia Street Circuit.
In 2013 blijft Fumanell in de GP3 rijden, maar hij stapt over naar het team Trident Racing. Hij wordt hier de teamgenoot van Emanuele Zonzini.